# Айбас
Айба́с (каз. Айбас) — село у складі Ісатайського району Атирауської області Казахстану. Входить до складу Тущикудицького сільського округу.
Населення — 229 осіб (2021; 562 у 2009, 656 у 1999, 146 у 1989).